# Rosciola
La Rosciola è una cultivar da olio dell'Italia centrale, dalle forma tondeggiante e piuttosto piccolo, attecchisce su terreni sassosi e assolati ed è tra le prime varietà di olive a giungere a maturazione. I frutti si possono raccogliere a partire dalla fine di ottobre.
È una cultivar caratteristica del centro Italia, con origine nel Lazio, dove è coltivata prevalentemente in provincia di Roma, sui Monti Prenestini, nei comuni di Affile, Bellegra, Genazzano, Gerano, Olevano Romano, Serrone, Paliano, Roiate, San Vito Romano, Cave, Palestrina, Zagarolo, San Cesareo e Gallicano nel LazioPisoniano e nel reatino. è diffusa anche in altre regioni.
Ad Olevano Romano (RM) è stata fondata ASSOLIVOL che nel proprio statuto ha inserito il recupero degli oliveti di Rosciola e ha creato un Brend dell'olio prodotto da questa antica cultivar.
A San Vito Romano nasce nel 2009 l'azienda agricola La Rosciola biologica. La missione è quella di valorizzare questa cultivar e il suo olio.
Nel 2020 grazie al GAL terredipregio, assolivol (Olevano Romano) e associazione tutela rosciola autoctona (San Vito Romano) nasce il progetto dello studio CV Rosciola centenaria, dove in collaborazione con il CNR di Spoleto si riuscirà a capire il suo DNA.

## Caratteristiche

### Generalità
L'entrata in produzione è tardiva; fiorisce a metà stagione. La pianta è caratterizzata da produttività elevata e costante.
Risultano impollinatori: Leccino, Moraiolo, Canino, Rajo e Olivastrone; impollina con efficacia: Pendolino e Frantoio.

### Fiori e frutti
Drupe con epicarpo pruinoso che presenta lenticelle numerose e grandi; diametro massimo posto centralmente, con apice arrotondato e base arrotondata; cavità peduncolare: larga, profonda, circolare.

### Produzione e olio
La produttività è alta e costante. La raccolta viene effettuata prevalentemente a mano o a mezzo di pettini meccanici; le drupe hanno scarsa resistenza al distacco. Il suo olio è tendenzialmente dolce, leggermente fruttato con sentori di mela e di colore chiaro.